# 허홍석
허홍석(許洪錫, 1965년 12월 22일 ~ )은 대한민국의 제7·8대 서울특별시 영등포구의원이었다. 그리고 전라남도 곡성군 출신이다.

## 학력
- 전남대학교 신문방송학과 졸업

## 경력
- ㈜유진기획 대표
- 곡성신문 대표 발행인
- ㈜더플랜코리아 정책위원
- (사)지역정책개발연구원 상임위원
- 새정치민주연합 서울시당 미래인재육성특별위원회 위원장
- 2014.07 ~ 2018.06 제7대 서울특별시 영등포구의회 의원
- 2014.07 ~ 2016.07 제7대 서울특별시 영등포구의회 전반기 행정위원회 위원
- 2014.07 ~ 2016.07 제7대 서울특별시 영등포구의회 전반기 예산결산특별위원회 부위원장
- 2016.07 ~ 2018.06 제7대 서울특별시 영등포구의회 후반기 운영위원회 위원
- 2016.07 ~ 2018.06 제7대 서울특별시 영등포구의회 후반기 사회건설위원회 위원
- 2016.07 ~ 2018.06 제7대 서울특별시 영등포구의회 후반기 예산결산특별위원회 위원
- 2018.07 ~ 2020.09 제8대 서울특별시 영등포구의회 의원
- 2018.07 ~ 2020.07 제8대 서울특별시 영등포구의회 전반기 운영위원회 위원
- 2018.07 ~ 2020.07 제8대 서울특별시 영등포구의회 전반기 행정위원회 부위원장
- 2018.07 ~ 2020.07 제8대 서울특별시 영등포구의회 전반기 예산결산특별위원회 위원
- 2020.07 ~ 2020.09 제8대 서울특별시 영등포구의회 후반기 행정위원회 위원
- 2020.07 ~ 2020.09 제8대 서울특별시 영등포구의회 후반기 사회건설위원회 위원

## 공직선거법 위반
허홍석 구의원은 지방선거 당시 서울시의원 공천을 돕겠다는 청탁 명목으로 지역구 주민에게 200만 원을 받아 챙긴 혐의와, 관내 술집에서 국회의원 보좌관을 했던 시의원과 술을 마시고 해당 주민에게 술값을 대신 내게한 혐의로 기소되어 징역 6월에 집행유예 1년, 추징금 200만 원이 선고되었다. 이후 항소심과 상고심에서도 판결이 그대로 유지되어 구의원직을 상실하였다.

## 역대 선거 결과
|  | 30.62% |

|  | 0% |